# Internazionali di Tennis d'Abruzzo 2024
Gli Internazionali di Tennis d'Abruzzo 2024 sono stati un torneo maschile di tennis professionistico. È stata la 6ª edizione del torneo, facente parte della categoria Challenger 75 nell'ambito dell'ATP Challenger Tour 2024, con un montepremi di 73 000 €. Si è giocato dal 6 al 12 maggio 2024 sui campi in terra rossa del Circolo Tennis Francavilla al Mare "Sporting Club" di Francavilla al Mare, in Italia.

## Partecipanti

### Teste di serie
| Nazionalità | Giocatore          | Ranking* | Testa di serie |
| ----------- | ------------------ | -------- | -------------- |
| Francia     | Titouan Droguet    | 151      | 1              |
| Canada      | Alexis Galarneau   | 161      | 2              |
| Giappone    | Shintaro Mochizuki | 163      | 3              |
| Italia      | Andrea Pellegrino  | 166      | 4              |
| Bolivia     | Hugo Dellien       | 173      | 5              |
| Italia      | Stefano Travaglia  | 196      | 6              |
| Regno Unito | Oliver Crawford    | 197      | 7              |
| Stati Uniti | Tristan Boyer      | 200      | 8              |

* Ranking al 22 aprile 2024.

### Altri partecipanti
I seguenti giocatori hanno ricevuto una wild card per il tabellone principale:
- Jacopo Berrettini
- Lorenzo Carboni
- Gabriele Piraino

I seguenti giocatori sono passati dalle qualificazioni:
- Federico Arnaboldi
- Alessandro Giannessi
- Andrea Guerrieri
- Ryan Nijboer
- Gastão Elias
- Damien Wenger

Il seguente giocatore è entrato in tabellone come lucky loser:
- Elmer Møller

## Punti e montepremi
| Torneo    | Torneo              | V     | F     | SF    | QF    | 2T    | 1T  | Q | Q2  | Q1  |
| Singolare | Punti               | 75    | 44    | 22    | 12    | 6     | 0   | 4 | 2   | 0   |
| Singolare | Premi in denaro (€) | 9,880 | 5,820 | 3,450 | 2,000 | 1,165 | 720 | – | 360 | 185 |
| Doppio    | Punti               | 75    | 44    | 22    | 12    | –     | 0   | – | –   | –   |
| Doppio    | Premi in denaro (€) | 4,250 | 2,450 | 1,480 | 880   | –     | 500 | – | –   | –   |

## Campioni

### Singolare
Titouan Droguet ha sconfitto in finale  Jacopo Berrettini con il punteggio di 6–3, 7–6(4).

### Doppio
Théo Arribagé /  Victor Vlad Cornea hanno sconfitto in finale  Sander Arends /  Matwé Middelkoop con il punteggio di 7–6(1), 7–6(7).